# Cinnyris fuelleborni
El suimanga de Fülleborn (Cinnyris fuelleborni) es una especie de ave paseriforme de la familia Nectariniidae propia de las montañas del sureste de África. Su nombre conmemora al naturalista prusiano Friedrich Fülleborn.

## Taxonomía
Anteriormente se consideraba conespecífico del suimanga del Kilimanjaro (Cinnyris mediocris).
Se reconocen dos subespecies:
- C. f. fuelleborni – se encuentre en el centro y sur de Tanzania, noreste de Zambia y norte de Malawi;
- C. f. bensoni – presente en el sur de Malawi y norte de Mozambique.

## Distribución y hábitat
El suimanga de Fülleborn se encuentra las montañas del sur de la región de los Grandes Lagos de África, distribuido por Malawi, Mozambique, Tanzania y Zambia. Su hábitat natural son los bosques húmedos tropicales de montaña y las zonas de matorral y herbazales montanos.